# 工學里福德祠
24°06′54″N 120°39′28″E / 24.114992°N 120.657796°E
工學里福德祠，是位於臺灣臺中市南區工學里的土地祠，因受限於該里市場已有土地公，而不能依法在公園綠地建廟，最後蓋在水圳上並成功合法登記。

## 沿革
2002年，臺中市政府進行市政重劃，南區的樹義里劃分出工學里。當時臺中市因里重新劃分、里長改選，引發新舊勢力在土地祠上的爭奪，甚至有新里長希望藉新設土地祠，另立地盤，建設局遂修訂《臺中市公園綠地園道及行道樹管理自治條例》相關條文，明訂要在公園或綠地申設土地祠，基本條件需里內並無土地祠，並且要經里民大會通過並成立管理委員會，而非之前只要少數里民即可召開的里民會議通過，一里也只能建一座土地祠。
工學里的工學市場內有一尊土地公，但里民認為與攤販一起拜，常造成不便，遂發起另外建廟。工學里長陳道森，在中興銀行成立帳戶，籌募建廟基金，卻遭人向市長信箱檢舉有強迫募捐之嫌。陳道森建議將新廟蓋在工學綠園道，但受住在園道兩旁的居民反對，建議蓋到一街之隔的大慶公園。
2004年3月2日，市府景觀課和市議員顏英男進行會勘。會勘的市府景觀課和法制室，以依《臺中市公園綠地園道及行道樹管理自治條例》，說該里市場內已有一座土地公，如認定為土地公廟，再建新廟就於法不合。顏英男則回應，市場的土地公只有一個攤位面積，況且市場通道狹窄，每逢農曆初一、十五拜，里民擺設供品，根本不敷需求，實有建立必要。
因無法蓋在公園綠地，2005年底，信徒捐贈在高工路旁的檳榔攤鐵皮屋當土地廟，為占地約60坪的國有地。由11鄰鄰長賴森號召里民林明吉、廖德發、彭武雄等人建廟，香火來自崁頂福安宮。里民清理雜草、垃圾，種植花草、布置綠籬，規畫成工學里老人社區中心、環保回收中心和里民活動場地，但遭人投書到市長信箱檢舉。里民雖懸掛抗議拆除的布條，但歷經十多次訴願無效，2006年7月27日拆廟，土地公先安奉在新里長徐淑勤的家，該人為前里長陳道森的妻子。
同年，經里民大會決議，在原廟址50公尺由原班人馬重建，建在加蓋的水圳上，並於同年9月1日入火安座。整座福德祠約2坪大，以用鋼架蓋成，彩色鋼板屋頂，屋簷四周有約3尺高的紅色鋼板立面，正殿約1坪，四面皆為鐵捲門。正殿前約1坪空間作拜亭，以鐵製書桌充當拜桌。
巫水銓自承接廟方主委後，延續前主委政策，申請人民團體，並以公證立案，將福德祠基金及土地正式登記於福德祠名下。

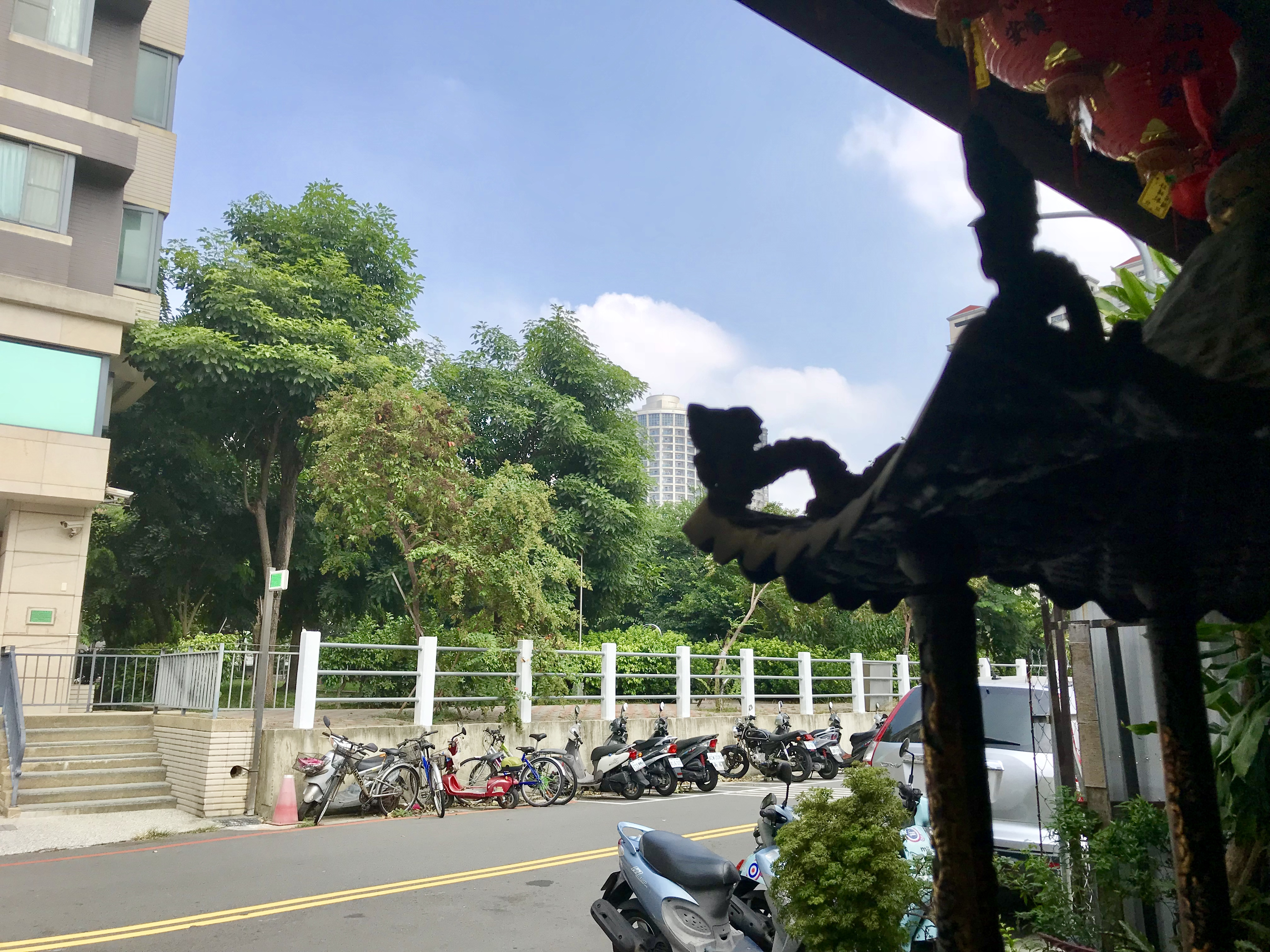
工學里福德祠前的大慶公園。

## 外部連結
- 工學里福德祠的Facebook專頁